# Lilia złotogłów

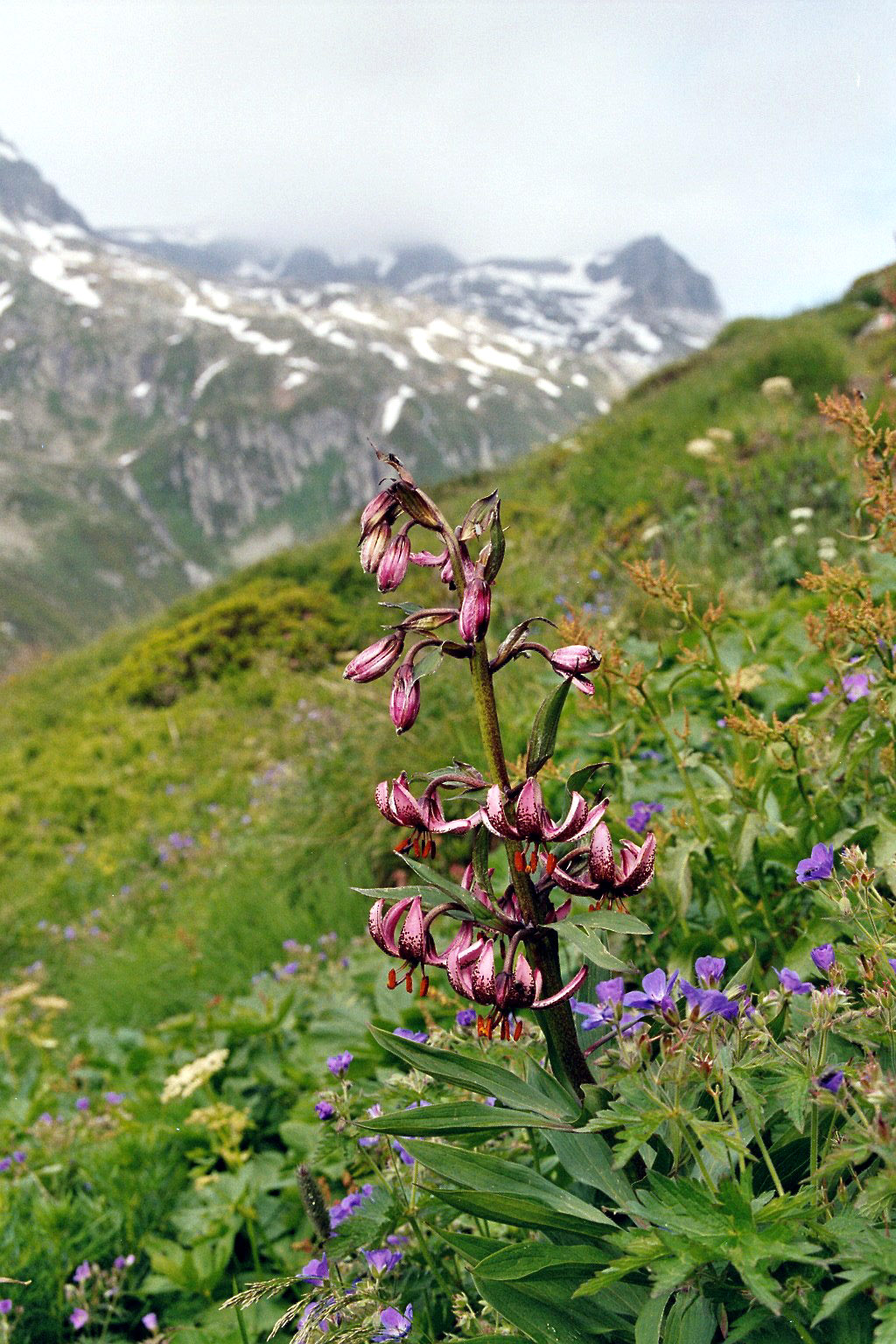
Kwiatostan

Lilia złotogłów (Lilium martagon L.) – gatunek byliny z rodziny liliowatych (Liliaceae). Występuje w Europie i Azji. W Polsce jest rośliną dość rzadką i objęta jest ochroną prawną. Uznawana jest za „jedną z najpiękniejszych roślin” we florze polskiej. Uprawiana jest też jako ozdobna, poza tym wykorzystywana jest jako roślina lecznicza.

## Rozmieszczenie geograficzne
Gatunek występujący na przeważającej części Europy z wyjątkiem Półwyspu Skandynawskiego i Wysp Brytyjskich – od południowej Hiszpanii po Kaukaz i Ural. Północna granica zasięgu przechodzi przez Polskę. Granica południowa biegnie przez Korsykę, Apeniny i góry Półwyspu Bałkańskiego. W Azji zasięg występowania ciągnie się przez centralną część kontynentu przez wschodnią i zachodnią Syberię po północną Mongolię i prowincję Sinciang w Chinach oraz okolice jeziora Bajkał i Jakucka na Syberii. Gatunek introdukowano we wschodnich prowincjach Kanady.
W Polsce spotykana często w Sudetach i Karpatach, na niżu bardzo rzadka, zwłaszcza w części północno-zachodniej.

## Morfologia

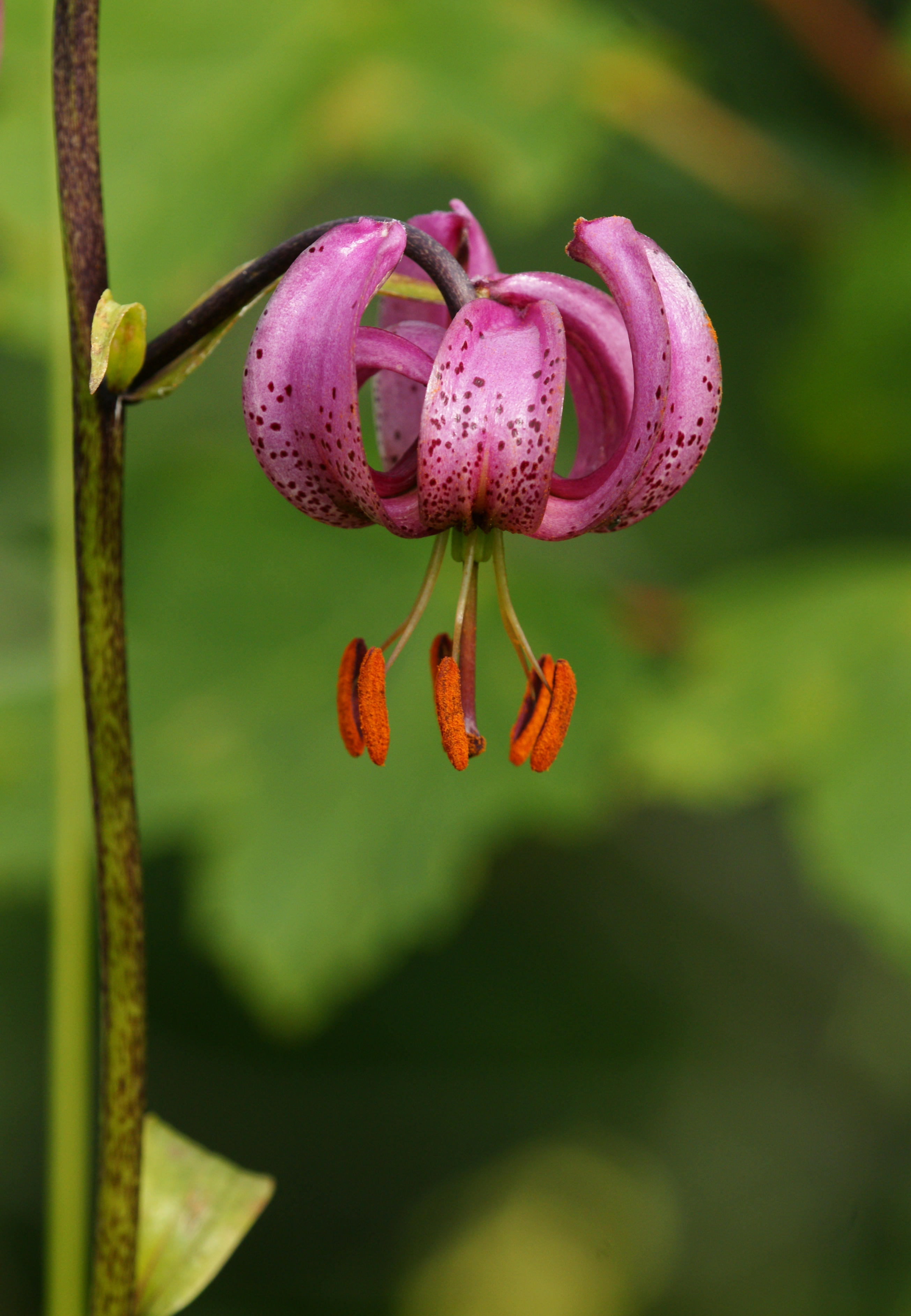
Kwiat

Organy podziemneCebula jajowata o długości 3–5 cm i szerokości 2–3 cm (według niektórych źródeł o średnicy do 8 cm) złożona z licznych, złocistożółtych łusek ustawionych dachówkowato. Znajduje się na głębokości 10–20 cm pod powierzchnią gruntu. Dzięki elastycznym korzeniom potrafi w pewnym zakresie regulować głębokość swego posadowienia w glebie.
ŁodygaNierozgałęziona, sztywna, naga lub owłosiona, wysoka od 40 do 150 cm. Zielona, często purpurowo nakrapiana, czasem czerwono nabiegła, w dole bezlistna.
LiścieLiście siedzące, środkowe zebrane po 4–8 w nibyokółki, górne skrętoległe. Blaszka eliptycznie lancetowata, całobrzega, na szczycie zaostrzona szeroka na 2–5 cm, długa zwykle 8 do 12 cm, czasem do 16 cm. Wiązki przewodzące wyraźnie widoczne w liczbie od 7 do 11.
KwiatyKwiatostan na szczycie łodygi stanowi luźne grono składające się z 3–10, rzadko do 20 kwiatów. Kwiaty na długich (od 2,5 do 4 cm, rzadziej do 6 cm), łukowato wygiętych ku dołowi szypułkach (w czasie owocowania odstających lub podnoszących się). Okwiat nie zróżnicowany na kielich i koronę, sześciolistkowy, o średnicy 3–6 cm. Jego listki najczęściej mają barwę brudnoróżowoczerwoną i są ciemnopurpurowo nakrapiane. Osiągają do 3 do 4,5 cm długości, są mięsiste i odwinięte ku górze. Ze środka wystaje słupek o trójkanciastym znamieniu otoczony przez sześć pręcików o dużych, purpurowoczerwonych lub żółtych pylnikach, przyrośniętych środkiem do nitki. Nitki o długości 1,8 do 3 cm. W miarę dojrzewania listki okwiatu odginają się coraz mocniej na zewnątrz, aż zawinięte dotkną nasady kwiatu. Środkiem każdego płatka biegnie rynienka, wypełniona nektarem.
W podziale kwiatów lilii stosowanym w ogrodnictwie, kwiaty lilii złotogłów zaliczane są do turbanowych.
OwoceDuże (do 3 cm długości i ponad 2 cm szerokości), trójkątnokuliste torebki pękające trzema szparami. Zawierają płaskie, ciemnożółte, szeroko oskrzydlone nasiona o szerokości 4,2 do 5,3 mm.

## Biologia i ekologia
RozwójBylina. Geofit cebulowy. Roślina kwitnie od końca czerwca do lipca lub połowy sierpnia. Kolorowe plamki na listkach okwiatu spełniają funkcję wskaźników, które nakierowują owady w odpowiednie miejsce, w fazie czynności prowadzących do zapylenia kwiatu. Roślina wabi owady nie tylko dużymi i barwnymi kwiatami, ale również zapachem. Szczególnie intensywnie pachnie wieczorem i nocą. Dostęp do nektaru mają tylko owady długotrąbkowe, dlatego kwiaty lilii zapylane są tylko przez motyle dzienne i nocne, głównie z rodziny zawisakowatych, m.in. przez fruczaka gołąbka. Ponieważ okwiat jest gładki i śliski kwiaty zapylane są głównie przez owady w locie. Jeśli jednak z jakichś powodów (np. długotrwała zła pogoda) nie dojdzie do zapylenia krzyżowego, roślina dość łatwo może zapylić się własnym pyłkiem (słupek może zmienić położenie w kwiecie i tak zbliżyć znamię do pręcików, że dojdzie do autogamii) i również wytworzyć nasiona, jednak gorszej jakości. Nasiona rozsiewane są przez wiatr. Kiełkowanie jest hipogeiczne, powolne. Jesienią siewka formuje podziemną, drobną cebulę. W kolejnym roku młoda roślina rozwija nad powierzchnią tylko pojedynczy liść.
Gatunek rozmnaża się także wegetatywnie za pomocą cebulek powstających u nasady starej cebuli, a w ogrodnictwie często także z sadzonek łuskowych (łusek cebulowych). Rozmnażanie wegetatywne odgrywa mniejszą rolę w uprawie tego gatunku niż siew nasion.
SiedliskoRośnie w miejscach półcienistych, na glebach piaszczysto-gliniastych i gliniastych świeżych, zasobnych w substancje mineralno-próchniczne, o zróżnicowanym składzie granulometrycznym – od piasków luźnych, piasków gliniastych mocnych po glinę ciężką, o odczynie obojętnym lub zasadowym. Spotykana w rzadkich, widnych lasach, głównie grądach (zwłaszcza subkontynentalnym) i buczynach, zwłaszcza nawapiennych, storczykowych, poza tym w dąbrowach świetlistych, kwaśnych dąbrowach podgórskich i borach mieszanych, a poza lasami w zaroślach, wśród ziołorośli i traworośli. W górach w wyższych położeniach w zaroślach kosodrzewiny oraz na halach, na trawiastych miejscach wśród skał. W Alpach dochodzi do wysokości 2650 m n.p.m.
W typologii siedlisk leśnych uznawana jest za charakterystyczną dla lasu mieszanego górskiego świeżego (LMGśw) i lasu mieszanego świeżego (LMśw).
FitosocjologiaW klasyfikacji zbiorowisk roślinnych Europy Środkowej gatunek charakterystyczny dla O. Fagetalia.
GenetykaLiczba chromosomów 2n=24.

## Systematyka i zmienność
W tradycyjnym podziale lilii Combera z 1949 lilia złotogłów zaliczana jest do zespołu I obejmującego krzyżujące się między sobą gatunki takie jak: lilia Hansona Lilium hansonii, lilia medeolowata L. medeoloides, lilia dwurzędowa L. distichum i lilia tsingtaueńska L. tsingtauense. Mieszańce uzyskano także z lilią bulwkowatą L. bulbiferum oraz z lilią drobną L. pumilum.
Odmiany ozdobne:
- Lilium martagon 'Album' – kwiaty woskowobiałe, kultywar nieco niższy od form dzikich, osiąga do 120 cm.

## Nazewnictwo
Łacińska nazwa gatunkowa – Lilium martagon – pochodzi z języka greckiego. W Starożytnej Grecji wierzono, że kwiaty lilii powstały z mleka uronionego przez Herę, roślinę nazwali więc leirion czyli cienka, delikatna. Drugi człon nazwy – martagon – oznaczał w alchemii roślinę poświęconą Marsowi. Zawdzięcza się go XVI-wiecznym alchemikom, którzy złocistożółtych cebulek lilii używali przy próbach przemiany różnych metali w złoto. Polski człon nazwy – złotogłów – nawiązuje do cennego materiału. Zwana też „leliwą”, górale nazywają ją „lelują”, a gwarowo określana jest też mianem „janowej lilii”. Na Śląsku Cieszyńskim nazywano ją „lilią maślaczką”.

## Zagrożenia i ochrona
Ze względu na efektowne kwiaty gatunek zagrożony jest z powodu zrywania ich do bukietów oraz przesadzania roślin ze stanowisk naturalnych do ogrodów. Stanowiskom zagraża też zamiana drzewostanów liściastych na iglaste. Roślina jest też chętnie zjadana przez sarny i inne ssaki przeżuwające. Lilia złotogłów objęta jest w Polsce ochroną ścisłą od 1946 roku. 

## Zastosowanie
Już wiele wieków przed naszą erą starogrecki Hezjod, a po nim i inni, podawali, że mielone cebule lilii mieszano z mąką stosowaną do wypieku chleba. Cebule zawierają sporą ilość skrobi, dlatego dawniej uchodziły za przysmak w każdej postaci: surowej, gotowanej i pieczonej. W postaci suszonej i mielonej wraz z pałką szerokolistną i korzeniami łącznia baldaszkowatego uchodziły za swego rodzaju mąkę.
Leonhart Fuchs już w XVI w. pisał o leczniczych właściwościach kwiatów i liści lilii złotogłów. W Niemczech uprawiana ona była jako roślina lecznicza. W Rosji stosowana ją w leczeniu zapalenia wątroby. Na Śląsku Cieszyńskim cebulek „lilii maślaczki” używano kiedyś jako leku przy chorobach  skórnych, a odwaru z nich jako środka moczopędnego.

## Uprawa
Gatunek wymaga podłoża zdrenowanego, alkalicznego, optymalnie z udziałem ściółki leśnej.

## Obecność w kulturze i symbolice
Zgodnie ze starymi wierzeniami lilia złotogłów była rośliną magiczną. Miała moc otwierania wszystkich zamków, była używana jako ochrona przed demonami. Znajdowała zastosowanie do wyrobu napojów miłosnych. Jest częstym motywem dekoracyjnym w sztuce ludowej Podhala określanym mianem leluja.
Znaczenie kulturowe lilii – symboliczne, mistyczne i religijne odnoszone jest zazwyczaj ogólnie do rodzaju lub gatunków uprawianych, pochodzących z obszaru śródziemnomorskiego. Także wierzenia i zastosowania w zakresie leczniczego działania lilii dotyczą na ogół lilii uprawianych od wieków w ogrodach (tj. innych gatunków i mieszańców).
Lilia złotogłów pojawia się w literaturze m.in. w powieści Doroty Bałuszyńskiej-Srebro „Imir” jako królowa roślin leczniczych, w powieści Gabrieli Zapolskiej „Sezonowa miłość”.